# Euproctis mirabilis
Euproctis mirabilis är en fjärilsart som beskrevs av Swinhoe 1903. Euproctis mirabilis ingår i släktet Euproctis och familjen tofsspinnare. Inga underarter finns listade i Catalogue of Life.